# Schaanwald
Schaanwald es una localidad del municipio de Mauren, Liechtenstein. Su población, a inicios de 2021, es de 807 habitantes.

## Geografía
Está localizada en la zona centro-norte de Liechtenstein, cerca de Feldkirch, en la frontera con Austria. Está en la ruta que conecta Schaan con Buchs y Feldkirch.

## Transportes
La estación de tren de la localidad está inactiva desde 2013.

## Sitios externos
Existe contenido multimedia sobre Schaanwald en Wikimedia Commons
- Datos: Q2064292
- Multimedia: Schaanwald / Q2064292